# 송영진 (정치인)
송영진(宋榮珍, 1947년 8월 16일 ~ 2022년 12월 16일)은 대한민국의 정치인이다. 제14·16대 국회의원을 지냈다.
13대 국회의원 선거에서 신민주공화당 후보로 출마한 이래로 충남 당진에서 김현욱과 4번 맞붙어 2승 2패의 성적을 거둔 것과 함께 거친 입담으로 유명하다.
2000년 10월 24일의 국정감사 질의에서 한나라당 권기술 의원을 비난한 일과 2002년 7월 8일의 국회의장 선출일 날 같은 새천년민주당 소속이던 조순형 의원을 비난한 일로 국회 윤리위원회에 두 차례나 제소되었으며, 2000년 12월부터 2001년 9월까지는 원내교섭단체 구성에 실패한 공동여당 자민련을 구제하려는 김대중 대통령의 방침에 의해 장재식, 배기선, 송석찬 의원과 함께 자민련 당적을 가졌다.
2004년 1월 16일, 대우건설로부터 2억원의 뇌물을 받은 혐의로 구속되어 징역 6년형을 선고받고 17대 총선 불출마를 선언했다.

## 학력
- 공주고등학교
- 국민대학교 행정학과
- 서울대학교 행정대학원
- 고려대학교 경영대학원
- 충남대학교 경영대학원

## 역대 선거 결과
|  | 43.91% |

|  | 39.94% |

|  | 28.35% |

|  | 46.25% |